# Гроспоствиц (Верхняя Лужица)
Гроспоствиц или Бу́дестецы (нем. Großpostwitz/Oberlausitz; в.-луж. Budestecy) — община в Германии, в земле Саксония. Подчиняется административному округу Дрезден. Входит в состав района Баутцен. Подчиняется управлению Гроспоствиц-Обергуриг. 

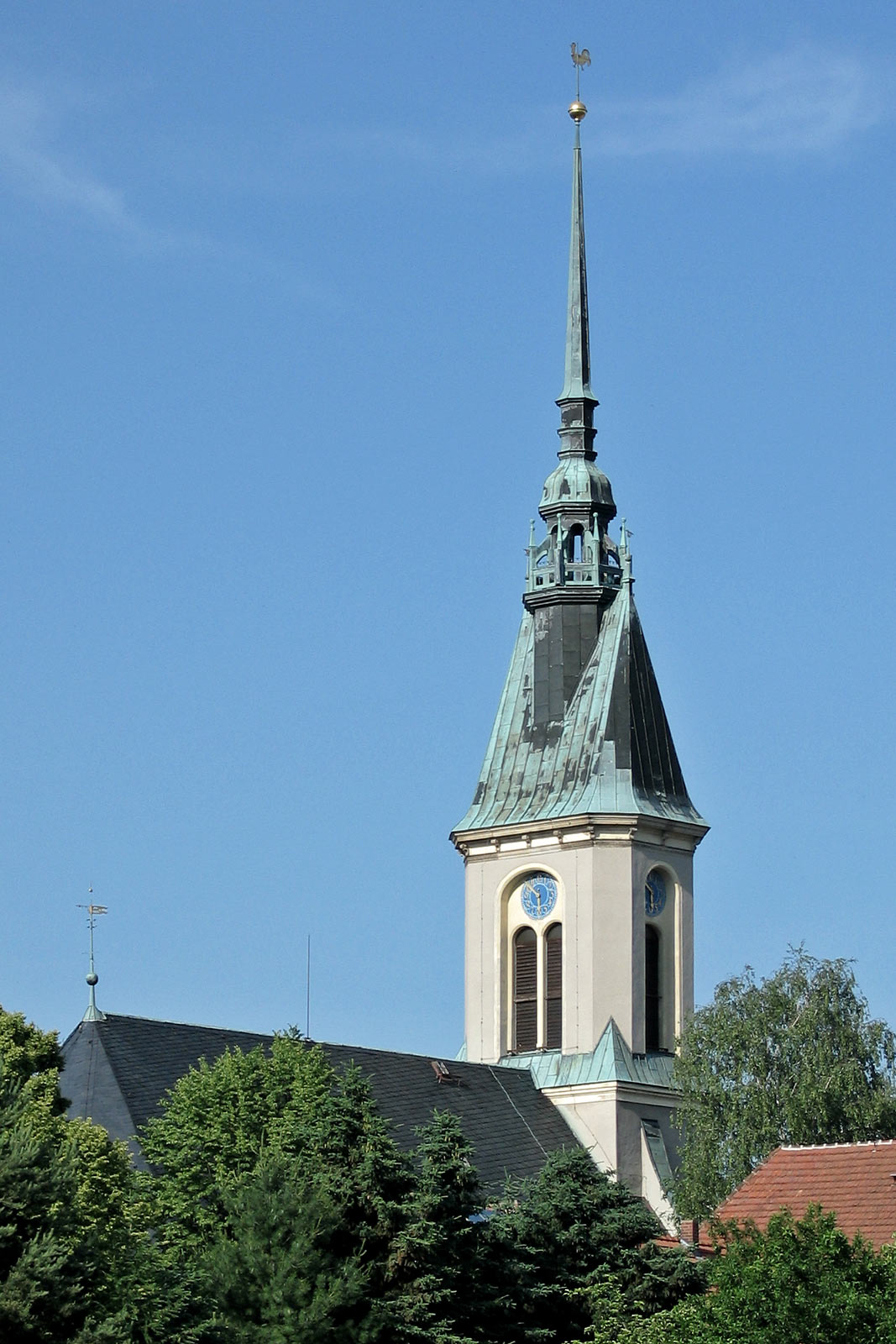
Гроспоствиц (Верхняя Лужица)

Занимает площадь 16,42 км².

## Население
Население составляет 2856 человек (на 31 декабря 2010 года).
Входит в состав культурно-территориальной автономии «Лужицкая поселенческая область», на территории которой действуют законодательные акты земель Саксонии и Бранденбурга, содействующие сохранению лужицких языков и культуры лужичан. Официальным языком в населённом пункте, помимо немецкого, является лужицкий.

## Сельские округа
Коммуна подразделяется на 10 сельских округов.
- Берге  (Zahor)
- Бинневиц (Bónjecy)
- Гроспоствиц (Budestecy)
- Денквиц (Dźenikecy)
- Клайн-Куниц (Chójnička)
- Козуль (Kózły)
- Мельтойер (Lubjenc)
- Раша (Rašow)
- Ойловиц (Jiłocy)
- Эбендёрфель (Bělšecy)